# Canard émeraude
Pour les articles homonymes, voir Labrador (homonymie).
Le Canard émeraude, anciennement appelé Canard Labrador, est une race de canard domestique.

## Origine
Le canard émeraude est originaire du continent américain (à partir d'animaux importés d'Europe par les colons), c'est une forme mélanique et légèrement réduite du canard colvert. Importé en Angleterre vers le XIXe siècle, il s'est ensuite répandu rapidement dans toute l'Europe. Ce canard n'a aucun lien de parenté avec l’espèce, aujourd'hui éteinte, du canard du Labrador sauvage.

## Reproduction
La durée d'incubation des œufs est de 28 jours. Durant la couvaison, la femelle quitte son nid seulement 30 minutes par jour environ, temps nécessaire pour subvenir à ses besoins vitaux comme se nourrir, boire et déféquer. Les canetons peuvent mettre jusqu'à 24 heures pour casser leur coquille. Ils suivent leur mère car celle-ci leur prodigue la chaleur corporelle qu'ils n'arrivent pas encore à maintenir tout seuls. Le père ne participe pas à l'élevage des canetons bien qu'on ait remarqué, dans les régions tempérées, que certains mâles pouvaient prendre part au réchauffement nocturne des poussins.

## Galerie de photos

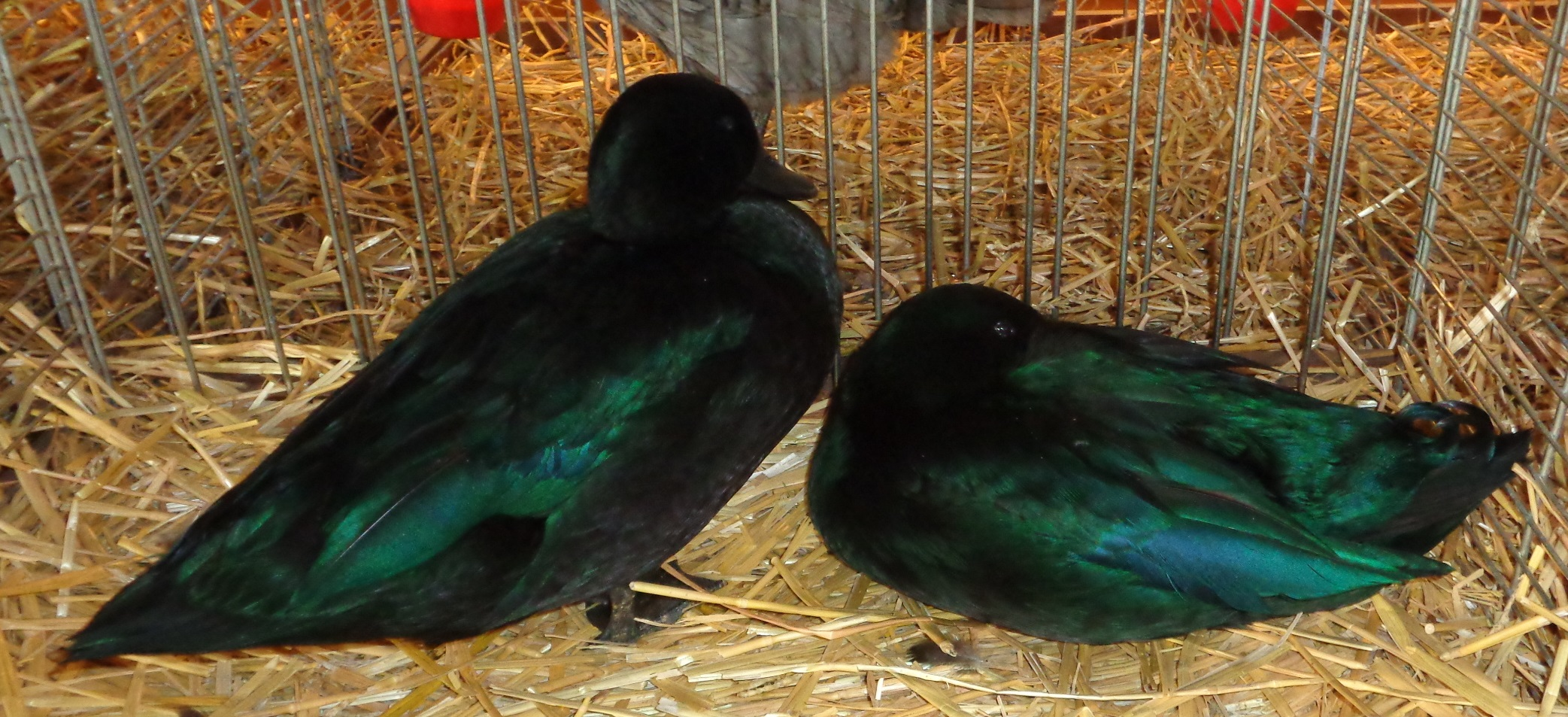
Couple de canards émeraude
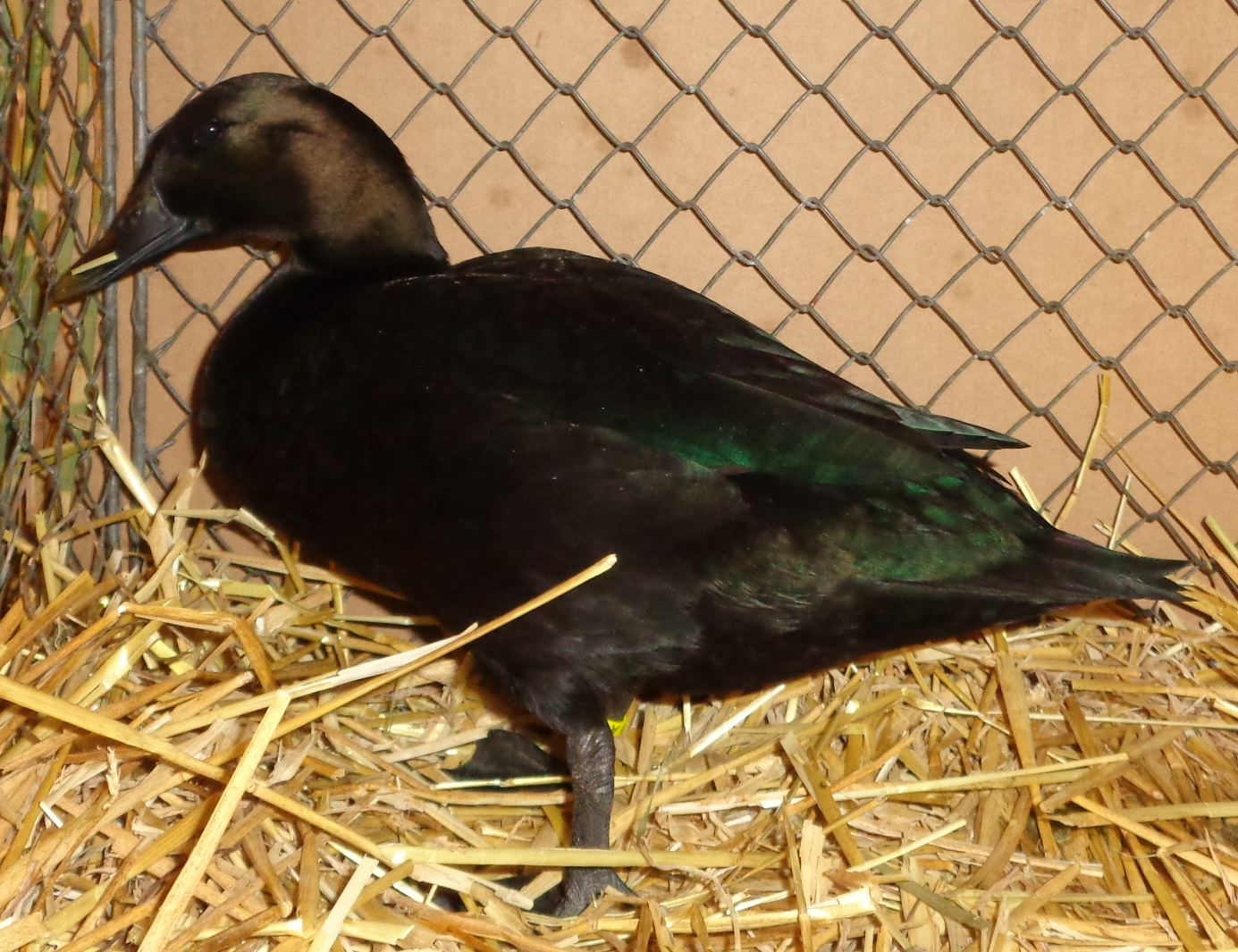
Cane émeraude